# Секрет мого успіху
Секрет мого успіху (англ. The Secret of My Success) — американська комедія 1987 року.

## Сюжет
Випускник коледжу Брентлі Фостер приїжджає до Нью-Йорка, щоб почати кар'єру фінансиста. Після декількох невдалих спроб знайти роботу Брентлі звертається до свого дядька Говарда Прескота і той влаштовує його у свою компанію на посаду рознощика листів. Але робота кур'єром це не те про що він мріяв. Користуючись службовим становищем Брентлі організовує фіктивне робоче місце для високопосдового співробітника, якому він придумав ім'я — Карлтон Вітфилд. Новоспечений співробітник починає працювати над проблемами компанії. При цьому Брентлі, встигає працювати відразу на двох роботах, швидко переодягаючись з форми кур'єра в піджак службовця. Також Брентлі закохується в симпатичну дівчину Крісті Віллс.

## У ролях
| Актор            | Роль                             |
| ---------------- | -------------------------------- |
| Майкл Джей Фокс  | Брентлі Фостер / Карлтон Вітфилд |
| Гелен Слейтер    | Крісті Віллс                     |
| Річард Джордан   | Говард Прескотт                  |
| Маргарет Віттон  | Вера Прескотт                    |
| Джон Пенкоу      | Фред Мелроуз                     |
| Крістофер Мерні  | Барні Раттіган                   |
| Джеррі Бамман    | Арт Томас                        |
| Фред Гвін        | Дональд Девенпорт                |
| Керол Енн Сьюзі  | Джин                             |
| Елізабет Франц   | Грейс Фостер                     |
| Дрю Снайдер      | Берт Фостер                      |
| Сьюзен Келлерман | Морін                            |
| Бартон Гейман    | Арнольд Форбуш                   |
| Мерседес Руель   | Шейла                            |
| Айра Вілер       | Оуенс                            |
| Ешлі Дж. Лоуренс | Вернон С. Флетчер                |
| Рекс Роббінс     | МакМастерс                       |
| Крістофер Дуранг | Девіс                            |
| МакІнтайр Діксон | Фергюсон                         |
| Білл Фагербаккі  | Рон                              |